# جون لاثام
جون لاثام (بالإنجليزية: John Latham )‏ (و. 1740 – 1837 م) هو أحيائي، وعالم طيور، وعالم حيواني، ورسام توضيحي، وعالم طبيعة، وكاتب من المملكة المتحدة . وكان عضواً في الجمعية الملكية، والأكاديمية الملكية السويدية للعلوم .
توفي عن عمر يناهز 97 عاماً.

## جوائز
حصل على جوائز منها:
- زمالة الجمعية الملكية.